# EMPATHY (アイドルグループ)
EMPATHY（エンパシー）は、日本の女性アイドルグループ。COMRIZEDに所属し、2022年に結成。ライブを中心に活動し、「感情移入（empathy）」をコンセプトに掲げている。

## 概要
EMPATHYは、2022年4月7日に東京・Club Asiaでデビューライブを開催し、チケットは完売となった。
「今っぽさ」と「キャッチーでハイセンスなパフォーマンス」を武器に、歌唱・ダンス・パフォーマンスの3要素を重視したライブ活動を展開している。COMRIZEDに所属するAIBECKやLEIWANとの関係も深く、事務所内ユニットとしての連携がある。
2023年には1st EP『EMPACD』をリリースし、オリコンチャートで3位を記録した。2024年にはZepp Shinjukuでの単独公演も実現するなど、精力的なライブ活動を行っている。

## 来歴
2022年4月7日、東京・Club Asiaにてデビューライブを開催し、チケットは完売となった。
2022年12月には、AIBECKの大神のんとLEIWANの澪・モンスターが兼任メンバーとして加入し、求春ハル、キャン・リサを加えた7人編成となった。
2023年1月30日、新宿BLAZEで2ndワンマンライブを開催。4月には1st EP『EMPACD』をリリースし、オリコンチャートで3位を記録した。5月からは東名阪ツアー「全人類ヲタク化計画」を実施した。
2024年1月には、愛須くるみが新メンバーとして加入した。
同年2月13日にはZepp Shinjukuでワンマンライブを開催し、連続配信シングル「IJIWARU」「HONNOU」「EPISODE」がiTunesチャートで上位にランクインした。
なお、大神のんは同公演をもってEMPATHYでの兼任活動を終了した。また、同年8月17日には澪・モンスターもEMPATHYでの兼任活動を終了した。
2025年6月19日、白ごまこまつ菜、キャン・リサ、求春ハルの3名が目黒鹿鳴館での単独公演『LOVEMPATHY』をもってグループを卒業した。
2025年9月19日には、東京・Veats Shibuyaにて4度目となるワンマンライブ「EMPATHY one-man show『EPISODE 3』」の開催が予定されている。

## メンバー
- なぎ
- 望月しの（元・代々木女子音楽院〈望月亜海〉）
- 愛須くるみ

## ディスコグラフィ

### EP
- EMPACD（2023年） - オリコン3位[3]

### 配信シングル（抜粋）
- KAMINOKE（2022年）
- BAKA（2022年）
- MIGATTE（2022年）
- DAIKANSEI（2022年）
- PSYCHO JUMP（2022年）
- RULE（2022年）
- USO（2023年）
- TOGE TOGE（2023年）
- IJIWARU（2024年） - iTunes 3位[1]
- HONNOU（2024年） - iTunes 5位[1]
- EPISODE（2024年） - iTunes 2位[1]

## 主なライブ
- 2022年4月7日：デビューライブ（clubasia）[1]
- 2023年1月30日：2ndワンマンライブ（新宿BLAZE）[1]
- 2023年：東名阪ツアー「全人類ヲタク化計画」[1]
- 2024年2月13日：Zepp Shinjuku ワンマンライブ[1]
- 2025年9月19日：4thワンマンライブ「EMPATHY one-man show『EPISODE 3』」（Veats Shibuya）予定[9][10]